# Distretto di Marhoum
Il distretto di Marhoum è un distretto della provincia di Sidi Bel Abbes, in Algeria.

## Comuni
Il distretto di Marhoum comprende 3 comuni:
- Marhoum
- Bir El Hammam
- Sidi Chaib